# Impactes de l'SL9
Des del dia 16 de juliol al 22 de juliol de 1994 20 fragments del cometa Shoemaker-Levy 9 van xocar amb el planeta Júpiter col·lisió entre dos cossos del sistema solar que no havia sigut mai observada. Esta és la descripció dels esdeveniments:
1. El fragment A va xocar a les 22:18 del dia 16 de juliol de 1994, a pesar de ser dels fragments més xicotets es va detectar en l'Institut d'Astrofísica de Canàries (IAC) en l'infraroig. La taca brillant va desaparèixer unes 2 hores després i es movia més lentament que les estructures visibles pel que estava a gran altura sobre els núvols. Les observacions suggereixen que una bombolla de gas calent es va formar per damunt del lloc de l'explosió, però no va ser prou calent per a emetre en el visible emetent en l'infraroig. Posteriorment es va refredar i va deixar d'emetre. El residu que queda després de l'impacte es va poder veure com una taca negra en l'espectre visible. La seva grandària era de 12000 km. de diàmetre. La columna de gasos va aconseguir els 1000 km. d'altura. S'espera amb il·lusió el xoc dels fragments majors
2. El fragment C va xocar a les 9:02 del dia 17 de juliol. El gran núvol format permetrà analitzar el seu espectre i, per tant, la composició de l'atmosfera. El fragment B va ser molt de menor possiblement per estar la matèria molt esmicolada.
3. El setè impacte del fragment G va ser 25 vegades més potent que l'A i va ocórrer a les 9:30 del 18 de juliol. L'energia de la col·lisió va ser equivalent a 250  megatons de dinamita. (6 megatons per a E. Shoemaker que li pareix excessiu el càlcul. Això representa 600 vegades la potència de tot l'arsenal nuclear emmagatzemat durant la guerra freda.) Va ser tan intens que va saturar els detectors del Telescopi Keck de Mauna Kea a l'illa de Hawaii. La col·lisió va deixar una marca negra de la grandària de la Gran Taca Vermella. L'impacte G es va produir damunt de limpacte D. El fragment G és junt amb el  Q (que s'ha partit en dos trossos) un dels majors del cometa. La taca causada per G té un color molt fosc de 8000 km. de diàmetre i està rodejada d'un halo gris de 25000 km. Es creu que el núvol està contaminat amb material del cometa

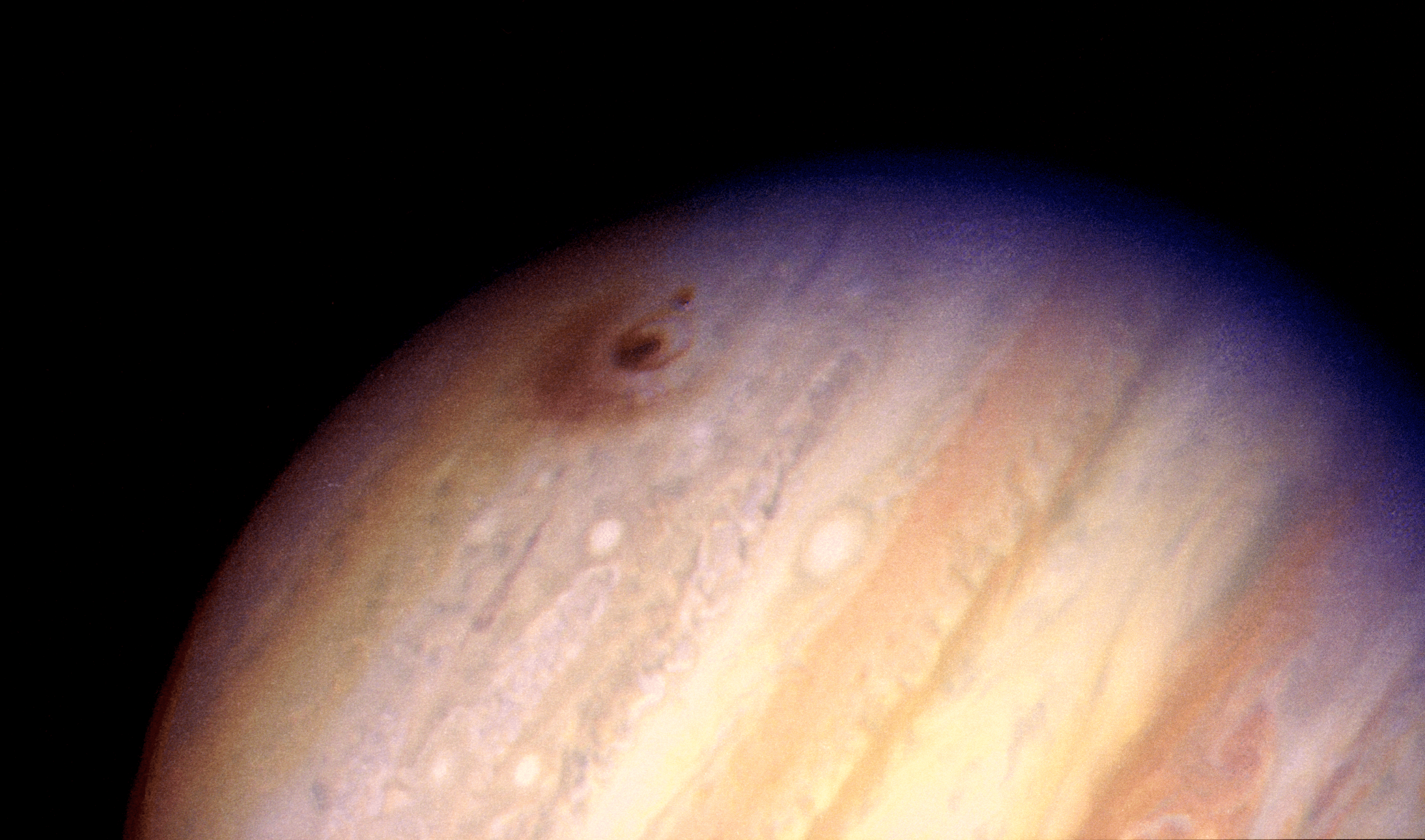
Marca deixada per l'impacte del fragment G

4. El 18 de juliol des de l'IAC s'indicava que cada vegada era més bonic l'espectacle, dos taques són visibles des de la Terra en l'hemisferi sud de Júpiter i la taca produïda pel fragment H que ha de xocar esta nit a les 21:26 pot ser espectacular. Quan amb un telescopi Celestron 8 de 20cm d'aficionat es va apuntar eixa nit a Júpiter va aparèixer una impressionant taca negra que va resultar ser la taca causada pel fragment G que havia impactat al matí. Definitivament el fenomen era accessible al gran públic.
5. La col·lisió del fragment H va ser observada per l'IAC al voltant de les 21:07 del 18 de juliol i va deixar una taca clarament visible sense necessitat processar les imatges. Es va poder veure la taca H apareixent sobre el limbe mentre l'enorme taca G creuava el centre del disc. Després van aparèixer les taques bessones dels impactes E i F al mateix temps. Donant lloc a 4 taques que s'observaven simultàniament. Els núvols procedents de l'impacte es veuen com a taques fosques en tots els filtres del visible excepte en el sintonitzat en metà on són brillants.
6. La col·lisió del fragment L ocorreguda el 20 de juliol a les 0:07 va ser vista pel telescopi de l'IAC de 51 cm. pel que es creu que el xoc de Q podrà ser observat pels aficionats. En compte de l'impacte previst es van detectar per al L tres impactes seguits. Els impactes de Q2 i Q1 van ocórrer a les 20:52 i ales 21:33 del 20 de juliol i va sorprendre perquè la seva brillantor a penes va arribar a ser la meitat del L. S'atribuïx que la matèria que formava Q1 i Q2 era difusa i amb molt de gas.
7. Els impactes del R,S,T,U batejats com la banda dels quatre va ocórrer el 21 de juliol. Els impactes de R,S van caure a intervals de 10 hores el 21 de juliol. La zona de xoc del R va ocórrer prop de l'impacte de Q però no va aconseguir la brillantor d'alguns anteriors.

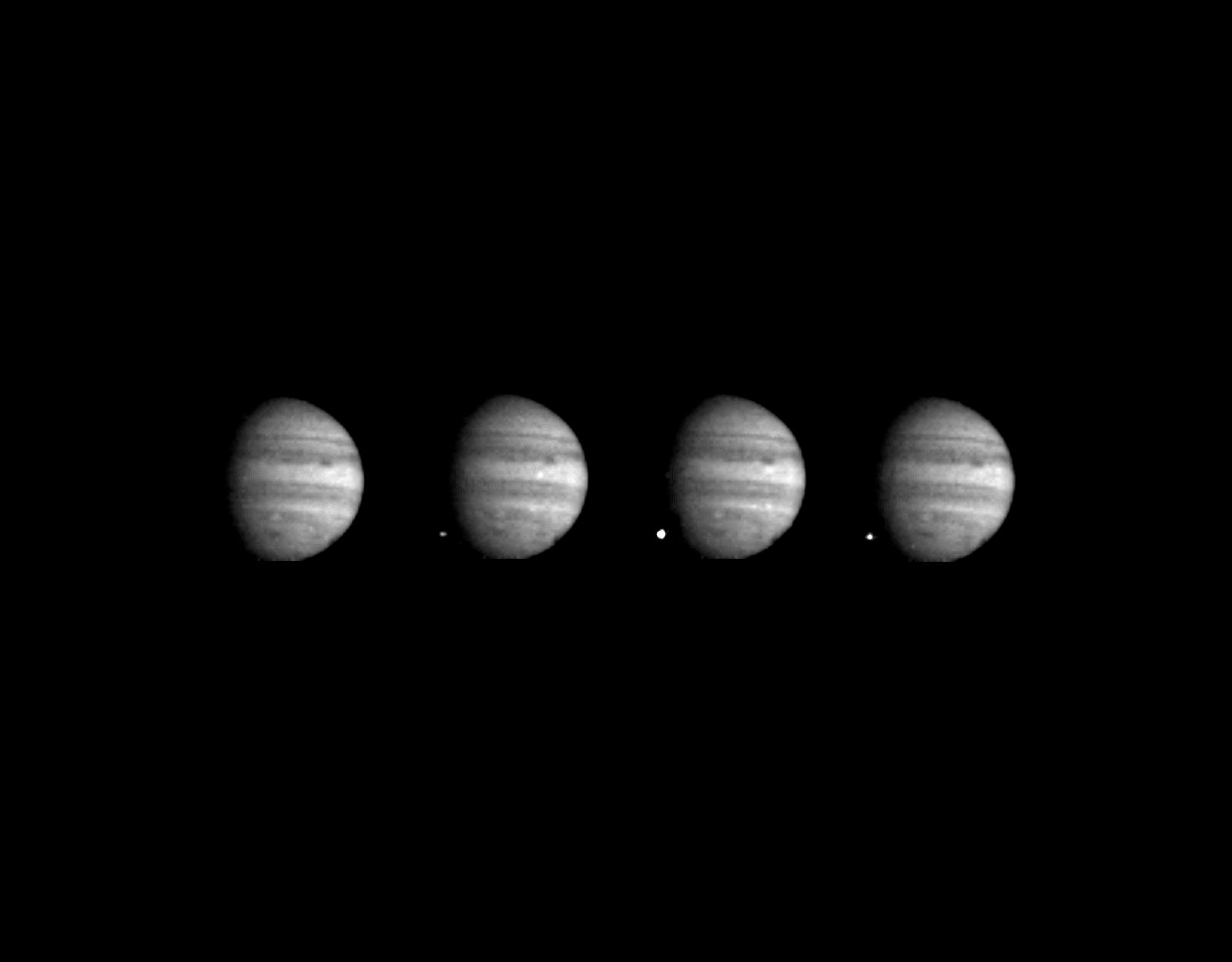
Imapcte W fotografiat des de la Sonda Galileo

8. L'impacte del W, l'últim de la sèrie, va ocórrer el 22 de juliol a les 9:53 i va ser un dels trossos més brillants observats en Austràlia que no ha sigut molt afavorit en esta ocasió. Els impactes més brillants han sigut els produïts pels fragments G,L, i S i els horaris dels impactes s'han ajustat als càlculs amb desviacions de pocs minuts.